# Klövedals landskommun
Klövedals landskommun var en tidigare kommun i dåvarande Göteborgs och Bohus län.

## Administrativ historik
I samband med att 1862 års kommunalförordningar trädde i kraft den 1 januari 1863 inrättades i Klövedals socken i Tjörns härad i Bohuslän denna kommun.
I kommunen inrättades 29 september 1899 Kyrkesunds municipalsamhälle. 
Vid  kommunreformen 1952 uppgick kommunen med municipalsamhället i Tjörns landskommun som 1971 ombildades till Tjörns kommun.